# Campionati mondiali di sollevamento pesi 2025
I Campionati mondiali di sollevamento pesi 2025 saranno la 90ª edizione maschile e la 33ª femminile della manifestazione e si svolgeranno a Førde, in Norvegia, al Førdehuset Pavilion, dal 2 all'11 ottobre 2025.

## Scelta della sede
La scelta della sede si svolse il 19 dicembre 2021, prima della decisione di organizzare i campionati mondiali del 2024. Sarà la seconda volta che Førde organizzerà una manifestazione internazionale di sollevamento pesi dopo aver ospitato i campionati europei nel 2016.
Il direttore organizzativo dei campionati sarà l'ex arbitro di calcio ed hockey su ghiaccio Svein-Erik Edvartsen, nominato dalla Federazione norvegese nel maggio del 2023. Per la prima volta nella storia dei campionati mondiali, le cerimonie di premiazione si terranno al di fuori del luogo della competizione, in una piazza della città.

## Titoli in palio
Dopo sette anni, per la decisione dell'IWF del 3 dicembre 2024, a partire dal 1º giugno 2025 si tornano ad assegnare 16 titoli mondiali, 8 maschili e 8 femminili, con la riorganizzazione dei limiti di peso: le categorie escluse sono i pesi mosca e i pesi massimi primi, maschili e femminili. Nella storia dei campionati, l'unica altra volta nella quale sono stati assegnati 16 titoli – ma con limiti di peso differenti – è stata nell'edizione del 2017 ad Anaheim.
Categorie maschili
| Categoria            | Eventi         |
| -------------------- | -------------- |
| Pesi gallo           | Fino a 60 kg   |
| Pesi piuma           | Fino a 65 kg   |
| Pesi leggeri         | Fino a 71 kg   |
| Pesi medi            | Fino a 79 kg   |
| Pesi massimi leggeri | Fino a 88 kg   |
| Pesi mediomassimi    | Fino a 98 kg   |
| Pesi massimi         | Fino a 110 kg  |
| Pesi supermassimi    | Oltre i 110 kg |

Categorie femminili
| Categoria            | Eventi          |
| -------------------- | --------------- |
| Pesi gallo           | Fino a 48 kg    |
| Pesi piuma           | Fino a 53 kg    |
| Pesi leggeri         | Fino a 58 kg    |
| Pesi medi            | Fino a 63 kg    |
| Pesi massimi leggeri | Fino a 69 kg    |
| Pesi mediomassimi    | Fino a 77 kg    |
| Pesi massimi         | Fino a 86 kg    |
| Pesi supermassimi    | Oltre gli 86 kg |

## Nazioni partecipanti
È prevista la partecipazione di 120 nazioni e 600-800 tra atleti e atlete.
Anche in questa edizione – la terza consecutiva – è confermata la presenza della squadra dei sollevatori rifugiati (la IWF Refugee Team) che, come in quelle precedenti, sarà composta da un minimo di quattro atleti (due uomini e due donne). In caso di premiazione di tali atleti, oltre all'esposizione della bandiera della Federazione Internazionale, sarà suonato l'inno della stessa Federazione, composto per le occasioni ufficiali.

## Risultati

### Categorie maschili
| Evento                       | Oro                | Oro                | Argento            | Argento            | Bronzo             | Bronzo             |
| Pesi gallo — 60 kg           | Pesi gallo — 60 kg | Pesi gallo — 60 kg | Pesi gallo — 60 kg | Pesi gallo — 60 kg | Pesi gallo — 60 kg | Pesi gallo — 60 kg |
| ---------------------------- | ------------------ | ------------------ | ------------------ | ------------------ | ------------------ | ------------------ |
| Strappo                      |                    |                    |                    |                    |                    |                    |
| Slancio                      |                    |                    |                    |                    |                    |                    |
| Totale                       |                    |                    |                    |                    |                    |                    |
| Pesi piuma — 65 kg           |                    |                    |                    |                    |                    |                    |
| Strappo                      |                    |                    |                    |                    |                    |                    |
| Slancio                      |                    |                    |                    |                    |                    |                    |
| Totale                       |                    |                    |                    |                    |                    |                    |
| Pesi leggeri — 71 kg         |                    |                    |                    |                    |                    |                    |
| Strappo                      |                    |                    |                    |                    |                    |                    |
| Slancio                      |                    |                    |                    |                    |                    |                    |
| Totale                       |                    |                    |                    |                    |                    |                    |
| Pesi medi — 79 kg            |                    |                    |                    |                    |                    |                    |
| Strappo                      |                    |                    |                    |                    |                    |                    |
| Slancio                      |                    |                    |                    |                    |                    |                    |
| Totale                       |                    |                    |                    |                    |                    |                    |
| Pesi massimi leggeri — 88 kg |                    |                    |                    |                    |                    |                    |
| Strappo                      |                    |                    |                    |                    |                    |                    |
| Slancio                      |                    |                    |                    |                    |                    |                    |
| Totale                       |                    |                    |                    |                    |                    |                    |
| Pesi mediomassimi — 98 kg    |                    |                    |                    |                    |                    |                    |
| Strappo                      |                    |                    |                    |                    |                    |                    |
| Slancio                      |                    |                    |                    |                    |                    |                    |
| Totale                       |                    |                    |                    |                    |                    |                    |
| Pesi massimi — 110 kg        |                    |                    |                    |                    |                    |                    |
| Strappo                      |                    |                    |                    |                    |                    |                    |
| Slancio                      |                    |                    |                    |                    |                    |                    |
| Totale                       |                    |                    |                    |                    |                    |                    |
| Pesi supermassimi — +110 kg  |                    |                    |                    |                    |                    |                    |
| Strappo                      |                    |                    |                    |                    |                    |                    |
| Slancio                      |                    |                    |                    |                    |                    |                    |
| Totale                       |                    |                    |                    |                    |                    |                    |

### Categorie femminili
| Evento                       | Oro                | Oro                | Argento            | Argento            | Bronzo             | Bronzo             |
| Pesi gallo — 48 kg           | Pesi gallo — 48 kg | Pesi gallo — 48 kg | Pesi gallo — 48 kg | Pesi gallo — 48 kg | Pesi gallo — 48 kg | Pesi gallo — 48 kg |
| ---------------------------- | ------------------ | ------------------ | ------------------ | ------------------ | ------------------ | ------------------ |
| Strappo                      |                    |                    |                    |                    |                    |                    |
| Slancio                      |                    |                    |                    |                    |                    |                    |
| Totale                       |                    |                    |                    |                    |                    |                    |
| Pesi piuma — 53 kg           |                    |                    |                    |                    |                    |                    |
| Strappo                      |                    |                    |                    |                    |                    |                    |
| Slancio                      |                    |                    |                    |                    |                    |                    |
| Totale                       |                    |                    |                    |                    |                    |                    |
| Pesi leggeri — 58 kg         |                    |                    |                    |                    |                    |                    |
| Strappo                      |                    |                    |                    |                    |                    |                    |
| Slancio                      |                    |                    |                    |                    |                    |                    |
| Totale                       |                    |                    |                    |                    |                    |                    |
| Pesi medi — 63 kg            |                    |                    |                    |                    |                    |                    |
| Strappo                      |                    |                    |                    |                    |                    |                    |
| Slancio                      |                    |                    |                    |                    |                    |                    |
| Totale                       |                    |                    |                    |                    |                    |                    |
| Pesi massimi leggeri — 69 kg |                    |                    |                    |                    |                    |                    |
| Strappo                      |                    |                    |                    |                    |                    |                    |
| Slancio                      |                    |                    |                    |                    |                    |                    |
| Totale                       |                    |                    |                    |                    |                    |                    |
| Pesi mediomassimi — 77 kg    |                    |                    |                    |                    |                    |                    |
| Strappo                      |                    |                    |                    |                    |                    |                    |
| Slancio                      |                    |                    |                    |                    |                    |                    |
| Totale                       |                    |                    |                    |                    |                    |                    |
| Pesi massimi — 86 kg         |                    |                    |                    |                    |                    |                    |
| Strappo                      |                    |                    |                    |                    |                    |                    |
| Slancio                      |                    |                    |                    |                    |                    |                    |
| Totale                       |                    |                    |                    |                    |                    |                    |
| Pesi supermassimi — +86 kg   |                    |                    |                    |                    |                    |                    |
| Strappo                      |                    |                    |                    |                    |                    |                    |
| Slancio                      |                    |                    |                    |                    |                    |                    |
| Totale                       |                    |                    |                    |                    |                    |                    |